# FloAt's Mobile Agent
Pour les articles homonymes, voir FMA.
floAt's Mobile Agent (FMA) est un logiciel d'interconnexion entre téléphones mobiles et PC grâce à un câble data ou une connexion sans fil USB ou Bluetooth.

## Présentation
Compatible principalement avec les portables de marque Sony Ericsson il offre de multiples possibilités.
En effet, une fois connecté il permet :
- d'obtenir des informations sur le mobile (numéro de série, température, charge de la pile...) ;
- la synchronisation du répertoire de contact, des notes et du calendrier avec le PC ;
- le contrôle du PC et de multiples logiciels (Winamp, WMP, MPC...) à partir du mobile, comme une télécommande ;
- l'envoi de SMS à partir du PC ;
- envoi ou réception de thèmes, sonneries, images et fichiers divers entre le téléphone portable et le PC ;

Très pratique, FMA dispose d'un système de mises à jour automatique.